# Yang Da-il
Yang Da-il (Hangul: 양다일, nacido el 21 de febrero de 1992), es un cantante surcoreano. Lanzó su primer EP, Say, el 27 de abril de 2016.

## Discografía

### Álbumes de estudio
| Título | Detalles del álbum                                                                                      | Máxima posición | Ventas |
| Título | Detalles del álbum                                                                                      | KOR             | Ventas |
| ------ | --- | --------------- | ------ |
| Inside | - Lanzamiento: 29 de diciembre de 2017 - Discográfica: Brand New Music - Formatos: CD, descarga digital | 63              |        |

### Extended plays
| Título     | Detalles del álbum                                                                                     | Máxima posición | Ventas |
| Título     | Detalles del álbum                                                                                     | KOR             | Ventas |
| ---------- | --- | --------------- | ------ |
| Say        | - Lanzamiento: 27 de abril de 2016 - Discográfica: Brand New Music - Formatos: CD, descarga digital    | 69              |        |
| Us         | - Lanzamiento: 3 de noviembre de 2016 - Discográfica: Brand New Music - Formatos: CD, descarga digital | 90              |        |
| Skepticism | - Lanzamiento: 26 de abril de 2019 - Discográfica: Brand New Music - Formatos: CD, descarga digital    | 72              |        |